# Makszimilian Alekszandrovics Volosin

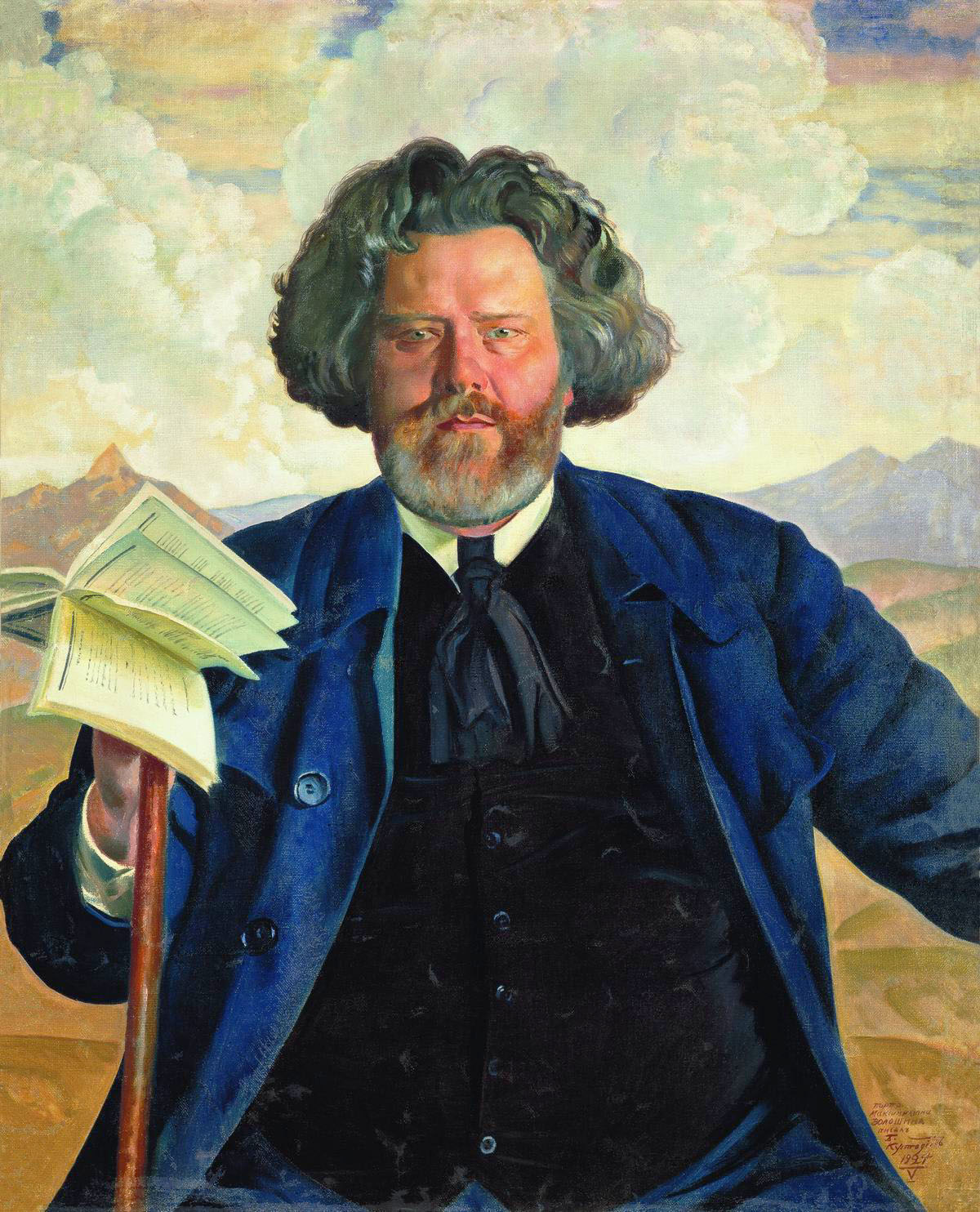
Borisz Mihajlovics Kusztogyijev festménye (1924)

Makszimilian Alekszandrovics Volosin (oroszul: Максимилиан Александрович Волошин; 1877. május 28./a régi orosz naptár szerint 16., Kijev – 1932. augusztus 11., Koktebel, Krím) orosz festő, költő, író, antropozófus.
Apja Alekszandr Makszimovics Kirijenko-Volosin (1838–1881), kozák családból származó jogász, anyja Jelena Ottobaldovna Glazer (1850–1923), német családból származó műfordító volt.

## Élete
A gyermek születése után a család Taganrogba, majd Szevasztopolba költözött. 1881 októberében meghal Makszimilian apja. Moszkvába költöztek, A fiú ott járt gimnáziumba.
14 éves kora küszöbén kezdett verseket írni. 1893 júniusában megélhetési problémák miatt a Krímbe, a Fekete-tenger partján lévő Koktebelbe költöztek, mely akkor szinte teljesen bolgár lakosú falu volt. 1897-ben Feodoszijában fejezte be Makszimilian a gimnáziumot, majd augusztusban a Moszkvai Állami Egyetem jogi karára felvételizett. Diákszervezetben való tevékenységéért letartóztatták. 1899 októberében utazott először Párizsba. Berlinben németül tanult. A filozófia mellett a gnoszticizmus és a platonizmus is foglalkoztatta.
1900-ban publikált először. Szeptembertől az Orenburg–Taskent-vasútvonal építésén dolgozott. Decemberben, taskenti tartózkodása alatt Vlagyimir Szolovjov Három beszélgetésének olvasása fordulópontot hozott életébe; ezt később szellemi születéseként írta meg.1901 márciusában Volosin újra Párizsban; egy tibeti láma, Agvan Dorzsijev által megismeri a buddhizmus alapvető tanait. 1903 januárjában Volosin visszatért Oroszországba; megismerkedett a szimbolistákkal, moszkvai lapokban publikált.
Február 11-én megismerkedett Margarita Szabasnyikova (1882–1973) festőnővel, aki ekkor már teozófiával is foglalkozott. 1904 júniusában már együtt voltak Párizsban. Decemberben Volosin visszatért Moszkvába. 1905 januárjában Pétervárott élte át a zavargásokat.
„Ez misztikus kezdete volt egy nagy nép tragédiájának.”
Visszautazott Párizsba Margaritához; fotografálni kezdett.
Májusban Volosint két szabadkőműves páholyba is felvették: a "Travail et Vrais Amis Fideles" és a "Le Mont Sinaï" páholyba.
„Az én szabadkőművességem felszínes és jelentéktelen volt.”
28 éves kora után Volosin újabb, immár végleges korszaka kezdődött, amit az eddigiekkel együtt így jellemzett:
„Mágia, okkultizmus, szabadkőművesség, teozófia, és végül: Rudolf Steiner.”
Októberben Berlinben ismerkedett meg Rudolf Steinerrel.
November. Újra Párizs, Margaritával.
1906 márciusában hazautaztak, majd áprilisban összeházasodtak. Három nap múlva nyugat-európai körútra indultak.
Május, Berlin. Összejövetel Rudolf Steinerrel és Merezskovszkijjal.
Június, Párizs. Meghallgatták Steiner előadását a Teozófiai Kongresszuson.
Budapesten keresztül dél-európai körútra mentek.
Hazatértük után a fiatal pár Szentpétervárra költözött. A rózsakeresztes Ivanov szalonját (Torony) látogatták.
1907-ben elhagyta feleségét és Szentpétervárt; Koktebelben, majd Párizsban élt.
1908-ban megismerkedett Cherubina de Gabriak, eredeti nevén Jelizaveta Ivanovna Dmitrijeva (1887–1928) költőnővel. Több művét neki írta.
1909 januárjában Volosin visszaköltözött Szentpétervárra.
Augusztusban írta Corona Astralis szonettgyűjteményét.
1910 februárjában jelent meg Volosin első könyve: Költemények. 1900–1910.
Volosin ezután a próza felé fordult. Művészetelmélet, recenziók, kultúrtörténeti esszék jellemzik ezt a korszakát. Franciából is fordított.
1910-ben Volosin „felfedezte” Cvetajeva költőnőt.
1912. február, Berlin; találkozások Rudolf Steinerrel és Kobilinszkijjel.
Volosin 1913-ban írta Lunaria szonettjeit.
1914-ben festette Kimméria (Krím) címmel tájkép-sorozatát, melynek minden képéhez verseket is írt.
1914 júliusában Budapesten keresztül Dornachba utazott – átutazásáról egy tárcát is írt –, ahol az év végéig a leendő Goetheanum színház-belsőin dolgozott.
1915 januárjában újra Párizsba ment.
1916 februárjában jelent meg második kötete: Anno Mundi Ardentis.
Ezután végleg hazatért. Koktebeli háza az orosz kulturális élet egyik központja lett, ahol az orosz szellemi élet legjelentősebb képviselői találkoztak, laktak és dolgoztak. Szinte mindegyikük merített valamit az antropozófiából.
1917-ben Volosin belépett az Orosz Antropozófiai Társaságba.
„Egész lényemmel veszem fel az antropozófiát, de mindent le kell fordítanom az anyanyelvemre; a saját képeimmel kell beburkolnom.”
Decemberben írta Demetrius imperátor) valamint Süketnéma démonok költeményeit.
„Süketnéma démonok járják az országot, ellopják az értelmet és a szabadságot.”
A forradalom alatt otthona átjáróházzá vált. (Kun Béla is beszállásolta magát.) Ezekről az időkről szól Versek a terrorról ciklusa.
1920-ban Keresztre feszített Oroszország címen jelentek meg kommentárjai a forradalom alatt írt verseihez.
1922 februárjában megismerkedett Marija Sztyepanovna Zabolockajával (1887–1976).
1923. január 8-án meghalt Volosin édesanyja.
1925-ben elsők között fedezte fel Mihail Bulgakov tehetségét, őt is meghívta rezidenciájára.
Volosin 49 éves korában fejezte be évtizede íródott történelmi világképét: Káin útjain.
1927 márciusában Volosin újra nősült, feleségül veszi Zabolockaját.
Július végén Volosin influenzás fertőzést kapott, megbetegedett.
Makszimilian Volosin 1932. augusztus 11-én, reggel 11 órakor Koktebelben hunyt el.
Nyári dolgozószobájában Rudolf Steinernek azt a két fényképét, amelyek hozzá fűződő mély kapcsolatát tanúsították, a látogatók ma is megtekinthetik.
Akvarelljeinek egyik gyűjteménye a moszkvai Állami Tretyjakov Galériában tekinthetők meg.

## Művei

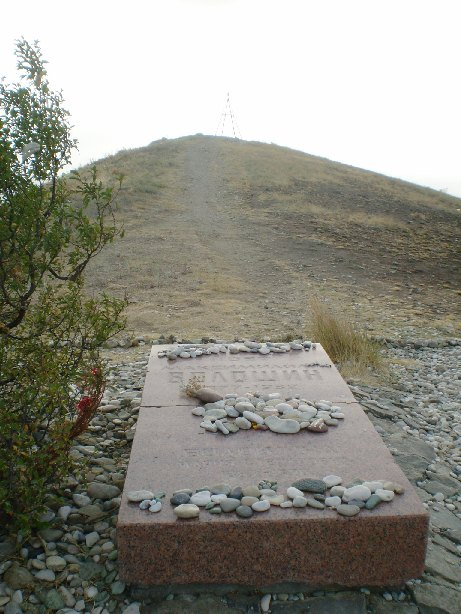
Maximilian Volosin sírja Koktyebelj közelében

### Versei magyarul
- Klasszikus orosz költők (1966; 1978)
  - Nap
  - Szeretem
  - Oroszhon
  - Őszidőn
  - Cirkuszban
- Egy égbolt alatt (1981)
  - Demetrius imperátor
  - A költő háza
- A forradalom bíbora (1987)
  - A Bastille bevétele
  - Süketnéma démonok
  - Sztyenyka eljövetele
- Orosz költők antológiája (2001)
  - A zöld hullám megtorpant. In: Tiszatáj, 1999/4.
  - Párizs
  - Az oroszlán jegyében

### Prózai művek
- Кровавая неделя в Санкт-Петербурге (1905)
- Все мы будем раздавлены автомобилями (1911)
- Поколение 1914 г. (1915)
- Первое впечатление от Одессы (1919)
- История Черубины; »Cherubina története« (1930)

### Egyéb
- Egy évvel ezelőtt (1915)

## Ajánlott irodalom
- Sergej O. Prokofieff: Maximilian Woloschin (Verlag am Goetheanum, 2007)